# Das Duell (Conrad)
Das Duell ist eine Erzählung von Joseph Conrad, die 1908 in der Sammlung A Set of Six erschien. Sie erschien aber zuvor bereits einmal in dem Band The Point of Honour (dt. Die Ehrensache).

## Inhalt
Zwei Offiziere der napoleonischen Armee fordern einander, während der Napoleonischen Kriege (1803–1815), einer Zeit der militärischen Massenmobilisierung in ganz Europa, wo immer sie sich begegnen, zum Duell. Obwohl diese im militärischen Establishment verpönt sind, sind sie nicht verboten. An diesen Wettbewerben zur Klärung persönlicher Ehrenangelegenheiten dürfen nur Offiziere desselben Ranges teilnehmen.
Die Geschichte beginnt in Straßburg während einer kurzen Pause in den Feldzügen. Leutnant d'Hubert ist Ordonnanzoffizier der Division. Groß und blond, sein Temperament ist stolz, aber dennoch mild und phlegmatisch. Er hat pikardische Wurzeln und zählt zum Adel. Seine Zukunft beim Militär ist vielversprechend. Leutnant Feraud ist ein kleiner, gut gebauter Gascogner mit schwarzen Locken. Sein Temperament ist feurig und impulsiv. Im Gegensatz zu d'Hubert verfügt er über keine familiären Beziehungen. Beide Männer genießen im eigenen Freundeskreis große Bewunderung. Sie sind geschickt im Umgang mit Waffen und verfügen über großen körperlichen Mut. Jeder von ihnen widmet sich dem Dienst Napoleons.
In Straßburg gerät Feraud mit einem Herrn in einer örtlichen Taverne in Streit. Schnell wird ein Duell arrangiert und der Herr wird von Feraud schwer verwundet. Der Garnisonskommandeur befiehlt d'Hubert, Feraud zu finden und ihn unter Hausarrest zu stellen, bis die Angelegenheit mit der einflussreichen Familie geklärt werden kann.
Als d'Hubert den Gesuchten findet, ist dieser darüber empört, dass er unter Hausarrest gestellt werden soll. Seinen Ärger projiziert er auf d'Hubert, der ihn beruhigen will, doch Feraud zieht ernsthaft sein Schwert und es kommt zu einem erbitterten Kampf. Feraud wird dabei leicht verletzt.
Während der nächsten sechzehn Jahre – während der blutigen Feldzüge des Napoleonischen Krieges – liefern sich die beiden Offiziere, die jeweils zu höheren Offizieren befördert wurden, eine Reihe von Duellen. Diese Kämpfe werden immer von Feraud initiiert, dessen Wunsch, d'Hubert zu töten, sich zu einer Obsession entwickelt. D'Hubert wiederum verteidigt sich aus reiner Ehrensache. Der Konflikt zwischen den Offizieren wird geradezu legendär. Ihre Zeitgenossen messen dem Ursprung des Streits eine Bedeutung bei, die ihm eine Schwere verleiht, die er nicht besitzt. Der ewige und lebensbedrohliche Konflikt zwischen Feraud und d'Hubert nimmt fast mythische Ausmaße an.
Auch nach dem Krieg verfolgt Feraud seinen Duellgegner noch immer. Er stellt d'Hubert auf seinem Landsitz zur Rede und verlangt mit Duellpistolen Genugtuung. D'Hubert überlistet seinen Gegner und ermöglicht es ihm, Ferauds Leben zu retten. Als Bedingung verlangt er von seinem Erzfeind das Versprechen, dass sie nie wieder kämpfen.

## Hintergrund
Zum Verfassen der Erzählung wurde der Autor durch einen zehn Zeilen langen Artikel in einer kleinen südfranzösischen Provinzzeitung angeregt. Dieser Artikel, veranlasst durch ein Duell mit tödlichem Ausgang zwischen zwei Pariser Persönlichkeiten, verwies aus diesem oder jenem Grund auf die „wohlbekannte Tatsache“, dass zwei Offiziere der Grande Armée Napoleons inmitten der großen Kriege unter einem nichtigen Vorwand eine Serie von Duellen ausgetragen hätten. Was sich hinter diesem Vorwand verbarg, wurde nie aufgedeckt. Joseph Conrad erfand daraufhin die weiteren Details dieser Geschichte.

## Kritik
Die Literaturkritikerin Jocelyn Baines lobt Das Duell als „eine entzückende Geschichte darüber, wie einer von Napoleons Offizieren, Feraud, ein feuriger kleiner Gascogner, einen anderen, einen vorsichtigen und sanften Picardier namens d'Hubert, dazu zwingt, eine Reihe von Duellen mit ihm zu führen, weil er sich vorstellt, beleidigt zu sein.“ Baines fährt fort: „Es ist eine hervorragend erzählte Geschichte, sanft humorvoll und ironisch, berührt aber keine sehr tiefe Emotion, und Conrad hat ziemlich viel für sich beansprucht, um sie als einen Versuch zu beschreiben, ‚den Geist der Epoche einzufangen‘.“

## Verfilmung
Im Jahr 1977 verfilmte Ridley Scott die Novelle unter dem Titel Die Duellisten, mit den beiden Hauptakteuren Keith Carradine und Harvey Keitel.